# Сеђано
Сеђано (итал. Seggiano) је насеље у Италији у округу Гросето, региону Тоскана.
Према процени из 2011. у насељу је живело 485 становника. Насеље се налази на надморској висини од 486 м.

## Становништво
Према резултатима пописа становништва 2011. у општини је живело 1.004 становника.
| 1931. | 1936. | 1951. | 1961. | 1971. | 1981. | 1991. | 2001. | 2011. |
| ----- | ----- | ----- | ----- | ----- | ----- | ----- | ----- | ----- |
| 2.375 | 2.390 | 2.242 | 1.897 | 1.525 | 1.239 | 1.088 | 953   | 1.004 |